# Anton Sloboda
Anton Sloboda (sinh 10 tháng 7 năm 1987) là một cầu thủ bóng đá Slovakia thi đấu cho Spartak Trnava ở vị trí tiền vệ.

## Sự nghiệp câu lạc bộ
Anh ký hợp đồng với Spartak Trnava vào tháng 7 năm 2016.